# Round Mountain (Texas)
Round Mountain é uma cidade  localizada no estado norte-americano do Texas, no Condado de Blanco.

## Demografia
Segundo o censo norte-americano de 2000, a sua população era de 111 habitantes.
Em 2006, foi estimada uma população de 119, um aumento de 8 (7.2%).

## Geografia
De acordo com o United States Census Bureau tem uma área de
6,0 km², dos quais 6,0 km² cobertos por terra e 0,0 km² cobertos por água. Round Mountain localiza-se a aproximadamente 300 m acima do nível do mar.

## Localidades na vizinhança
O diagrama seguinte representa as localidades num raio de 20 km ao redor de Round Mountain.